# Уилсон, Софи
Софи Уилсон (англ. Sophie Wilson, урождённый Роджер Уилсон, англ. Roger Wilson; род. в 1957 году; Лидс, Йоркшир, Великобритания) — ведущий британский ученый в сфере компьютерных технологий. Она была названа одной из 15 самых важных женщин в истории технологий. Уилсон разработала микрокомпьютер Acorn, первый из длинной серии компьютеров, продаваемых Acorn Computers Ltd, включая язык программирования BBC BASIC. Позже Уилсон разработала набор инструкций архитектуры ARM, который используется в большинстве смартфонов 21-го века. Уилсон является директором технологического конгломерата Broadcom Inc. В 2016 году Уилсон стала почетным членом колледжа Селвин в Кембридже.

## Детство и образование
Роджер Уилсон вырос в Лидсе, его родители были учителями. Отец специализировался на английском языке, а мать — на физике. Роджер изучал информатику и математику в Кембриджском университете. Во время каникул в университете Уилсон разработал микрокомпьютер с микропроцессором MOS Technology 6502, созданный на основе более раннего MK14, который использовался для электронного управления кормёжкой коров.

## Карьера
В 1978 году Уилсон присоединился к Acorn Computers Ltd после того, как изобрёл устройство защиты игровых автоматов от уязвимости, позволявшей получить денежный выигрыш с помощью зажигалки. Его компьютерная разработка была использована Крисом Карри и Германом Хаузером для создания Acorn Micro-Computer, первого из длинной линейки компьютеров, продаваемых компанией.
В июле 1981 года Уилсон расширил диалект языка программирования Бейсик для Acorn Atom в улучшенную версию для Acorn Proton, микрокомпьютера, который позволил Acorn выиграть контракт с Би-би-си для их амбициозного проекта в области компьютерного образования. Хаузер договорился с Би-би-си, что предъявит им прототип разработки уже через неделю, после чего сообщил по отдельности Уилсону и его коллеге Стиву Ферберу, что другой из них на это тоже согласен. Уилсон принял вызов, в результате разработав (за три дня, с понедельника по среду) систему, включающую в себя печатную плату и компоненты, для чего потребовались быстрые интегральные микросхемы DRAM, которые были доставлены непосредственно от Hitachi. К вечеру четверга был создан прототип, но в программном обеспечении были ошибки, из-за которых Роджер не спал всю ночь и занимался отладкой до пятницы. Уилсон вспоминал, что смотрел свадьбу принца Чарльза и леди Дианы Спенсер по маленькому портативному телевизору, пытаясь отладить и перепаять прототип. Вместе с Фербером Уилсон присутствовал за кадром во время первого телеэфира с участием его машины, на случай, если понадобятся какие-либо программные исправления. Позже он описал это событие как «уникальный момент, когда публика захотела узнать, как это всё работает, и её можно научить программированию». Proton переименовали BBC Micro, а его BASIC переименовали в BBC BASIC. Уилсон возглавлял развитие языка в течение следующих 15 лет. Помимо программирования, он писал руководства и технические спецификации, понимая, что общение является важной частью успеха.
В октябре 1983 года Уилсон начал проектировать набор команд для одного из первых процессоров с сокращенным набором команд (RISC), Acorn RISC Machine (ARM), ARM1 был выпущен 26 апреля 1985 года. Этот тип процессора впоследствии стал одним из самых успешных IP-ядер и к 2012 году использовался в 95% смартфонов.
Уилсон разработал Acorn Replay, видеоархитектуру для машин Acorn. Она включает в себя расширения операционной системы для доступа к видео, а также кодеки, оптимизированные для запуска видео с высокой частотой кадров на процессорах ARM начиная с ARM 2 и далее.
Роджер был членом совета директоров компании Eidos Interactive, а также консультантом ARM Ltd, когда она была отделена от Acorn в 1990 году. После закрытия Acorn Computers Уилсон несколько раз появлялся на публике, чтобы рассказать о проделанной работе.
В 1994 Уилсон объявил себя транс-женщиной и взял имя Софи.
Сейчас Софи — директор IC Design в офисе Broadcom в Кембридже, Великобритания. Она была главным архитектором процессора Firepath от Broadcom. Firepath имеет свою историю в Acorn Computers, которая после переименования в Element 14 была куплена Broadcom в 2000 году.
В 2011 году в журнале «Maximum PC» её поместили на 8 позицию в списке «15 самых важных женщин в истории технологий». Она была награждена премией стипендиатов Музеем истории компьютеров в Калифорнии в 2012 году «за её работу со Стивом Фербером над микрокомпьютером BBC и архитектурой процессора ARM». В 2013 году Софи была стала членом Лондонского королевского общества. Она получила награду «Lovie Lifetime Achievement Award 2014» в знак признания её значительного изобретения процессора ARM.
В 2022 году совместно с Дэвидом Паттерсоном, Джоном Лероем Хеннесси и Стивеном Фербером стала лауреатом Премии Дрейпера за вклад в изобретение, разработку и внедрение компьютерных микросхем с набором упрощённых/редуцированных команд (RISC).

## Личная жизнь
Софи увлекается фотографией и участвует в местной театральной группе, где отвечает за костюмы и декорации и участвовала во многих постановках. Она также сыграла эпизодическую роль хозяйки паба в телевизионном фильме BBC «Micro Men», в которой Стивен Батлер (англ. Stefan Butler) играет Софи Уилсон в детстве.